# Edith Weingart
Edith Weingart (* 15. März 1922; † 7. November 1992 in Arnstadt) war eine deutsche Politikerin (SED) und Frauenfunktionärin. Sie war Mitglied des Zentralkomitees (ZK) der Sozialistischen Einheitspartei Deutschlands (SED).

## Leben
Weingart, von Beruf kaufmännische Angestellte, trat 1948 der SED bei und war als Funktionärin des Demokratischen Frauenbundes Deutschlands
(DFD) aktiv: Sie war unter anderem Schulungsleiterin an der DFD-Landesschule Thüringen bzw. Leiterin der Abteilung Schulung im DFD-Bezirksvorstand Erfurt. Später war sie hauptamtliche SED-Funktionärin, so unter anderem Parteisekretär im VEB Thüringer Bekleidungswerk Erfurt und Sekretär für Agitation und Propaganda in der SED-Stadtleitung Erfurt. Von 1962 bis Januar 1984 fungierte sie als Erster Sekretär der SED-Kreisleitung Arnstadt (Nachfolgerin von Richard Gothe). Auf der SED-Kreisdelegiertenkonferenz am 14. Januar 1984 wurde sie von Wolfgang Pforte abgelöst. Von 1967 bis 1976 war sie Kandidatin, dann bis 1986 Mitglied des ZK der SED.

## Schriften (Auswahl)
- Zielstrebige Intensivierung bringt Nutzen für uns alle. In: 15. Tagung des ZK der SED. 2./3. Oktober 1975. Dietz, Berlin 1975, S. 187–190.
- Jeder Genosse ein aktiver Kämpfer an der ideologischen Front. In: Einheit (1976), Heft 4, S. 472–476.
- Der Sozialismus verändert das Antlitz unserer Heimat. In: Der Bürger und seine Heimatstadt. Staatsverlag der DDR, Berlin 1979, S. 30–33.
- Parteiaufträge zum Plan 1982 fördern den Wettbewerbselan. In: Neuer Weg (1982), S. 87–90.

## Auszeichnungen
- Clara-Zetkin-Medaille (1962)[3]
- Vaterländischer Verdienstorden in Bronze (1967) und in Gold (1969)
- Medaille „Für hervorragende propagandistische Leistungen“ der FDJ (1977)[4]
- Karl-Marx-Orden (1987)